# 3-Нитрохлорбензол
3-Нитрохлорбензо́л (мета-нитрохлорбензо́л, м-нитрохлорбензо́л, 3-НХБ) — органическое вещество с формулой C6H4ClNO2, образующее кристаллы светло-жёлтого цвета .
Является ядовитым веществом; ПДК в воздухе 1 мг/м3. Сильный гемо- и нейротоксин, по своей токсичности напоминает нитробензол.

## Физические свойства
3-Нитрохлорбензол при нормальных условиях твёрдое кристаллическое вещество светло-жёлтого цвета. Практически нерастворим в воде, хорошо растворим в горячем этаноле, диэтиловом эфире, бензоле, хлороформе, ледяной уксусной кислоте, сероуглероде. Частично растворим в холодном этаноле.

## Химические свойства
Вступает в реакцию аммонолиза, но в отличие от 2- и 4-нитрохлорбензолов требуются более жёсткие условия чем нагрев до 200 °С и давление 30-40 атм.:
Вступает в реакцию нуклеофильного замещения с имидазолом, образуя 1-(3-нитрофенил)-1H-имидазол. Реакция протекает в ДМФА при 120 °С в присутствии карбоната калия и оксида меди (II).

## Определение
Существует способ определения 3-нитрохлорбензола в воздухе рабочей зоны при помощи газовой хроматографии.

## Лабораторное получение
В лаборатории 3-нитрохлорбензол получают диазотированием 3-нитроанилина с последующим замещением диазониевой группы на атом хлора по реакции Зандмейера:
Может быть получен с выходом 92% дезаминированием 4-нитро-2-хлоранилина в ТГФ под действием трет-бутилнитрита и ДМСО при температуре 30 °С в течение 1 часа.

## Промышленное производство
При нитровании хлорбензола образуются следовые количества 3-нитрохлорбензола, поэтому в отличие от 2- и 4-нитрохлорбензола получать его таким способом нерентабельно. Для получения 3-нитрохлорбензола в промышленности применяют каталитическое хлорирование нитробензола при нагревании, в качестве катализатора может применяться FeCl3, SbCl3 или I2. Помимо целевого продукта также образуются изомеры 3-нитрохлорбензола и динитрохлорбензолы, которые отделяют ректификацией:

## Применение
3-Нитрохлорбензол применяется главным образом для синтеза 3-нитроанилина, применяемого в холодном крашении, а также 3-фенилендиамина, являющегося полупродуктом в производстве красителей, медицинских препаратов и стабилизаторов полимеров.

## Токсичность
3-Нитрохлорбензол — сильный гемо- и нейротоксин. По своему токсическому действию похож на нитробензол, в том числе, например, может вызывать токсидермию. При вдыхании или проглатывании возникают следующие симптомы: посинение губ, ногтей и кожи, головная боль, головокружение, тошнота, судороги, спутанное сознание. При попадании в глаза вызывает покраснение. Может впитываться через кожу.
Достоверных данных о канцерогенности 3-нитрохлорбензола не обнаружено.